# Henri Berger
Henry Berger (Berlino, 4 agosto 1844 – Honolulu, 14 ottobre 1929) è stato un compositore prussiano, maestro di cappella e bandmaster reale del Regno di Hawaii (1872-1915).

## Biografia
Berger, il cui nome completo è Heinrich August Wilhelm Berger, è nato a Berlino ed è diventato membro della banda dell'esercito imperiale tedesco. Lavorò sotto il compositore e maestro della banda reale della Germania, Johann Strauss, Jr. Originariamente, il Kaiser Guglielmo I di Germania concesse Berger, dalla sua postazione di Potsdam, al re Kamehameha V per dirigere la reale banda del Paese. Arrivò ad Honolulu nel giugno 1872, appena uscito dal servizio nella guerra franco-prussiana. Nel 1877, il re Kalākaua nominò Berger alla guida della Royal Hawaiian Band. Nel 1879, divenne cittadino naturalizzato del Regno delle Hawaii.
Berger fece amicizia con la futura regina Lili'uokalani, anch'essa ottima compositrice. Berger arrangiò molte delle canzoni che scrisse, eseguite successivamente dalla brass band del Regno. La regina chiamò Berger il "Padre della musica hawaiana". Dal 1893 al 1903, il bandmaster lavorò con le scuole di Kamehameha per sviluppare il suo programma musicale. Ha anche creato quella che oggi è l'Orchestra Sinfonica delle Hawaii.
Ha diretto la banda reale in migliaia di eventi pubblici. Tra questi c'era il "steamer day", e la band suonava brani come "Auld Lang Syne", o "The Girl I Left Behind Me".
Come musicista di corte, Berger si prese la responsabilità di scrivere inni, canti e altra musica tradizionale hawaiana per garantirne la sopravvivenza, un compito mai fatto prima. Berger allo stesso tempo compose i classici: "The Hula March", "Hilo March", "Kohala March" e "Sweet Lei Lehua". Il suo arrangiamento di "Hawai'i' Pono'i", con testo di Kalakaua e in onore del re Kamehameha, divenne l'inno nazionale. Oggi la canzone è ancora utilizzata come inno dello Stato delle Hawaii.
Berger combinò tradizioni tedesche, austriache e hawaiane nelle sue composizioni originali e si esibì con la Royal Hawaiian Band migliaia di volte, facendo conoscere e diffondere la musica hawaiana in tutto il mondo. Con lui, la Royal Hawaiian Band iniziò la tradizione di salutare le navi in approdo, portando il tipico saluto "Aloha". 

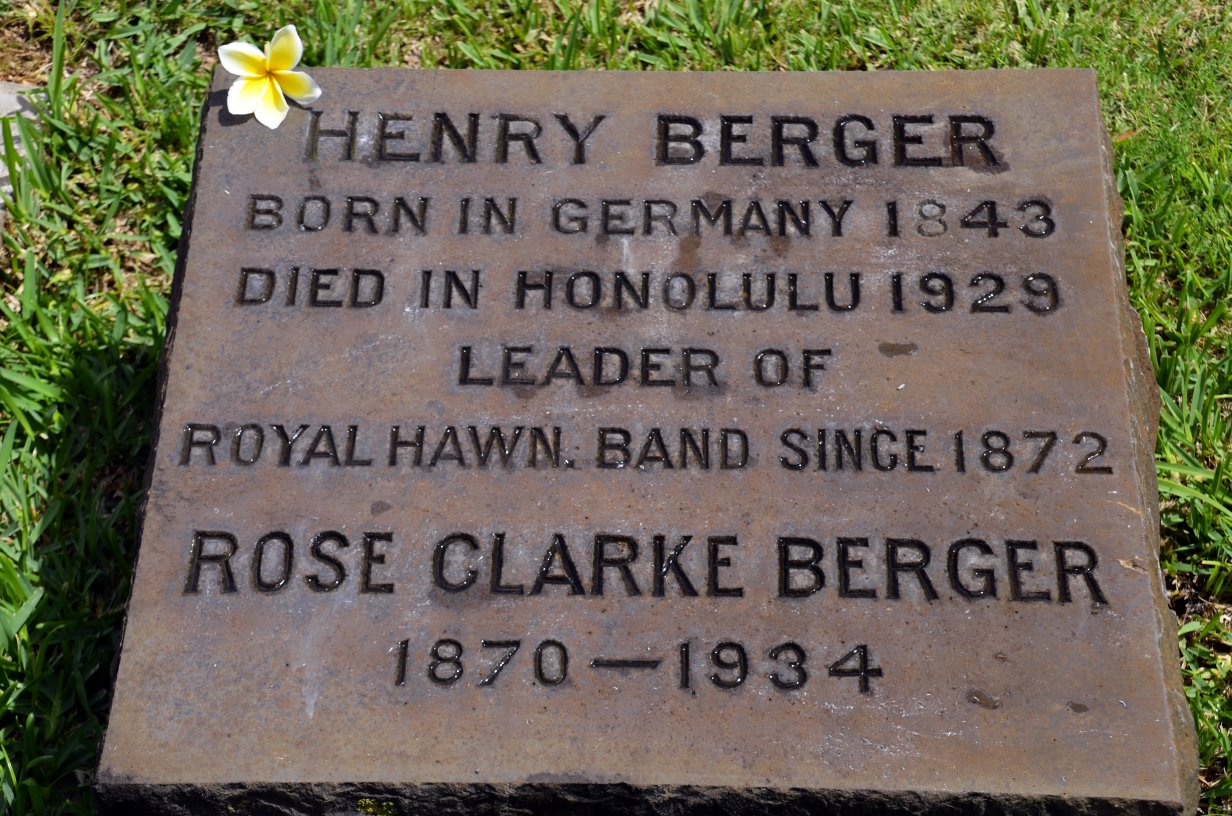
Lapide di Henry Berger nel cimitero della chiesa di Kawaiaha'o.

### Morte e lascito culturale
È morto a Honolulu ed è stato sepolto presso il cimitero della chiesa di Kawaiahaʻo.
Robert Louis Stevenson ha menzionato Berger nel suo romanzo The Bottle Imp.
L'eredità di Berger continua oggi, celebrata in tutto il mondo e soprattutto alle Hawaii e in Germania, come padre della Royal Hawaiian Band, la più antica banda municipale degli Stati Uniti.